# Daniel Blume
Daniel Blume Pereira de Almeida, ou apenas Daniel Blume (São Luís (Maranhão), 27 de outubro de 1977), é um escritor brasileiro. Ocupa a Cadeira 15 da Academia Maranhense de Letras (AML), cujo patrono é Odorico Mendes; e a Cadeira 15 da Academia Ludovicense de Letras (ALL), cujo patrono é Raimundo da Mota de Azevedo Correia.
Além de poeta, Blume também é jurista, procurador do Estado do Maranhão e professor da Escola Superior da Advocacia da Ordem dos Advogados do Brasil (ESA-OAB). Membro do PEN Club do Brasil, foi empossado como representante estadual titular do Instituto dos Advogados Brasileiros (IAB), em 2020 e, em 2019, eleito conselheiro Federal da Ordem dos Advogados do Brasil (OAB) pela seccional do Maranhão.
Em 2018, recebeu do Tribunal de Justiça do Maranhão (TJ-MA) a "Medalha do Mérito Judiciário Antonio Rodrigues Vellozo", e o título de cidadão honorário do município do Rio de Janeiro pela trajetória produtiva multidisciplinar. Em 2022, foi indicado como representante na Ordem dos Advogados do Brasil no Conselho Nacional de Justiça.

## Lista de obras

### Poesia
- Inicial (2009);[18][19]
- Penal (2015);[20][21][22][23]
- Resposta ao Terno (2018);[24][25][26], traduzida para o italiano e para o francês e lançada na 33ª edição do Salão do Livro de Genebra, em 2019[27][28]
- Delações (2020).[29][30][31]

### Antologias e coletâneas
- Coletânea Poética da Sociedade de Cultura Latina do Estado do Maranhão: Latinidade (1998);
- Antologia de Poesias e Crônicas Scortecci (1998);
- II Coletânea Poética da Sociedade de Cultura Latina do Estado do Maranhão: Latinidade (2000);
- Palavras de Amor (2000);
- Cento e Noventa Poemas para Maria Firmina dos Reis (2015);
- Antología Bilingüe Siempre el Amor (2016);
- Antologia Artelogy (2016);
- A Vida em Poesia II (2017);
- Coletânea da Associação Portuguesa de Poetas (2017);
- Antologia Poética Gritos Contidos do Concurso de Poesias Lusófonas (2017);
- Antologia do V Prêmio Literário "Escritor Marcelo de Oliveira Souza" (2017);
- Tempo de Dizer (Edição Comemorativa dos 20 anos da Academia Internacional de Cultura) (2017);
- I Coletânea Poética da Sociedade de Cultura Latina do Brasil (2018);[32]
- Aspectos Polêmicos do Direito Constitucional Luso-Brasileiro, organizado em parceria com Thiago Brhanner Garcês Costa (2019);[33][34]
- Aspectos Polêmicos do Direito Penal Luso-Brasileiro, organizado em parceria com Thiago Brhanner Garcês Costa (2019);[35]
- Omissão Legislativa e Covid-19: Responsabilidade Civil do Estado no Direito Português comparado ao Brasileiro (2021).[36]